# Wireless Local Loop
Die Wireless-Local-Loop-Technik (WLL) wird dort eingesetzt, wo der Telefonanschluss über eine Teilnehmeranschlussleitung (engl. local loop) nicht machbar oder zu teuer ist, also z. B. in dünn besiedelten ländlichen Gebieten. Auch neue Netzbetreiber, die nicht über ein Kupfer-Zugangsnetz verfügen, verwenden diese Technik.
Es gibt zwei unterschiedliche Verfahren:
- Punkt-zu-Punkt-Funkübertragung – der klassische Richtfunk
- Punkt-zu-Mehrpunkt-Funkübertragung. Hier versorgt eine Basisstation mehrere Teilnehmer. Es muss ein Mehrfach-Zugriffsverfahren verwendet werden, damit für alle Teilnehmer gleichzeitig Kanäle zur Verfügung stehen.

Die WLL-Technik erfordert eine Lizenzierung der verwendeten Funkfrequenzen. WLL wird als Technik für Breitbanddienste (vergleichbar mit DSL und Kabelfernsehen) genutzt, obwohl aus technischer Sicht auch eine Verwendung ausschließlich für die Telefonie möglich ist. In Kombination mit einer alternativen, terrestrischen Backupleitung bietet sich WLL für eine besonders ausfallsichere Anbindung an das Internet an. Unter dem Namen WiMAX wurden mehrere IEEE-Normen für WLL-Funknetze zusammengefasst.
Als Alternativen zur stationären drahtlosen Anbindung von Teilnehmern mit eher geringem Verkehrsvolumen sind auch GSM-Mobilfunksprachanschlüsse und zur Datenübertragung auf 3G-Mobilfunkstandards wie UMTS und HSDPA basierende Anschlüsse mit Mobilfunk-Gateways als stationärer Netzabschluss möglich.